# Butler (Pennsylvania)
 For alternative betydninger, se Butler (flertydig). (Se også artikler, som begynder med Butler)
Butler er administrationsbyen i Butler County i Pennsylvania, USA. Byen ligger 56 km nord for Pittsburgh og er en del af storbyområdet omkring Pittsburgh. Ved folketællingen i 2020 var indbyggertallet 13.502.

## Historie
Butler er opkaldt efter generalmajor i Den kontinentale hær Richard Butler, som faldt i slaget ved Wabash, også kendt som St. Clairs nederlag, i det vestlige Ohio i 1791.
John og Samuel Cunningham var de første nybyggere i Butler. Efter at have bosat sig i området, udstykkede de to brødre jordlodder til flere tilflyttere. I 1816 blev bebyggelsen administrativt en by (borough). De første bosættere var af irsk eller skotsk afstamning og kørte vestpå fra Connecticut.
Butler fik status som city i 1918.
I begyndelsen af 1900-tallet var Butler et produktions- og industriområde i "Stålbæltet". Standard Steel Car Company (en) oprettede en fabrik i byen i 1902 hvor omkring 2.500 arbejdere producerede 60 jernbanevogne i stål om dagen. Østeuropæiske immigranter blev lokket til området i begyndelsen af 1900-tallet med løfte om pålidelige jobs, firmaboliger og en firmabutik. Virksomheden byggede en baseballpark, som var hjemsted for et af New York Yankees' farmerhold. Stålarbejderne i Butler fremstillede artilleri og flådegranater under anden Verdenskrig. Standard Steel Car Company fusionerede med Pullman Palace Car Company (en) i 1934 og skabte Pullman-Standard Co.
Pullman-Standard-fabrikken lukkede i 1982, men blev i 1984 købt af Trinity Industries. Trinity Industries lukkede fabrikken i 1993, og bygningerne blev revet ned i 2005. På grunden ligger nu et tomt indkøbscenter og en busterminal.
American Austin Car Company (en) (1929-1941) havde hovedkvarter i Butler. Senere skiftede firmaet navn til American Bantam Car Company. Bantam producede små brændstofeffektive køretøjer. I 1940 stod chefingeniør Karl Probst (en) i spidsen for Bantams designteam og skabte køretøjet, der senere blev kendt som Jeep i 2. verdenskrig. Store militære kontrakter gik i sidste ende til Willys (en) og Ford, da Bantam-fabrikken var lukket.
Butler er hjemsted for en af de første Ford-forhandlere, som blev etableret i 1918 og stadig eksisterer,
i slutningen af 1930'erne Rainbow Rubber Company legetøjsbiler af gummi, bl.a. kopier af Oldsmobile-modeller.
Butler blev forbundet med sporgvognlinjer til Pittsburgh via Mars i Pennsylvania i 1907 og med Evans City i 1908. Mars-linjen lukkede i april 1931 og Evans City-linjen i august 1931, hvor sporvognene blev erstattet af busser.
Som det meste af regionen ændrede den lokale økonomi sig dramatisk i slutningen af 1970'erne. Produktionen ophørte stort set, og der blev mangel på velbetalte jobs.
Den 13. juli 2024 blev tidligere præsident Donald Trump såret i et mordforsøg under et vælgermøde i forbindelse med præsidentvalget på Butler Farm Show Grounds nær Butler. Han blev transporteret til Butler Memorial Hospital og behandlet der, før han blev fløjet ud fra Pittsburgh International Airport (en).

## Geografi
Ifølge United States Census Bureau har byen et areal på 7,0 km2, alt sammen land.
Connoquenessing Creek (en) er det eneste vandløb, der går gennem byen. I 2000 blev der gennemført en undersøgelse af åens tilstand som viste det var det næstmest forurenede vandløb i USA efter Mississippifloden. På det tidspunkt lå stålfabrikken Armco Inc. (en) i Butler på førstepladsen i USA med hensyn til udledning af forurenende stoffer. Men i 2010 var åens sundhedstilstand blevet betydeligt bedre på grund af mindre industri og vandrensning, og den er blevet populær til vandsportsaktiviteter.